# بريان إيوينغ
بريان إيوينغ (بالإنجليزية: Bryan Ewing) هو لاعب هوكي الجليد أمريكي، ولد في 23 يناير 1985 في ويلينغ في الولايات المتحدة.

## وصلات خارجية
- بريان إيوينغ على موقع دوري الهوكي الوطني (الإنجليزية)
- بريان إيوينغ على موقع HockeyDB.com (الإنجليزية)